# Čažin Dolac (ruralna cjelina)
Ruralna cjelina Čažin Dolac, ruralna cjelina unutar područja sela Tugara, Grad Omiš.

## Povijest
Čažin Dolac je jedan od zaselaka sela Tugare koje je smješteno na prostoru povijesne republike (knežije, župe). Čažin Dolac je smješten u neposrednoj blizini današnje župne crkve Blažene Djevice Marije, Gospe od Porođenja i groblja. Sačuvao je povijesnu matricu naselja i parcelaciju te izuzetno vrijedne stambeno –gospodarske sklopove s obilježjima tradicijske gradnje koja se ovdje prati od 18 do prve polovice 20. stoljeća, s mnogim arhitektonskim detaljima, a što predstavlja kulturno povijesnu i antropološku vrijednost koju treba očuvati.

## Zaštita
Pod oznakom Z-5208 zavedena je kao nepokretno kulturno dobro - kulturno-povijesna cjelina, pravna statusa zaštićena kulturnog dobra, klasificirano kao "kulturno-povijesna cjelina".